# NTTドコモビジネス
NTTドコモビジネス株式会社（英: NTT DOCOMO BUSINESS, Inc.）は、東京都千代田区大手町に本社を置く、世界最大級の通信事業者であるNTTグループの長距離・国際通信を担う大手電気通信事業者。NTTグループ主要8社の一つ。
世界40カ国／地域以上、110都市以上の拠点に約22,000名のスタッフを配し、クラウド、ネットワーク、セキュリティ、コンサルティングの提供を通し、顧客企業のグローバルビジネスをサポートしている。
2025年7月1日に日本電信電話のNTTへの社名変更・コーポレートロゴ刷新及び親会社のNTTドコモのダイナミックループ導入と同時に、「NTTコミュニケーションズ株式会社」（英: NTT Communications Corporation、登記上の商号: エヌ・ティ・ティ・コミュニケーションズ株式会社、略称: NTTコム）から現社名へ変更し、コーポレートロゴも変更した。

## 概要

NTTコミュニケーションズのコーポレートロゴ
(1999 - 2025年)

1997年の「日本電信電話株式会社等に関する法律」（NTT法）改正によるNTT再編として、旧来の日本電信電話（NTT）から分割された4社のうちの1社。新たなNTT（統括持株会社）の戦略子会社として、「NTTコミュニケーションズ株式会社」（登記上の商号: エヌ・ティ・ティ・コミュニケーションズ株式会社、略称: NTTコム）の名で1999年7月1日に営業を開始。都道府県を越えて行なわれる長距離通信事業、フリーダイヤルなどの特殊付加電話サービス事業、インターネット・サービス・プロバイダ事業（OCN）をNTTから受け継ぐとともに、国際通信事業に新規参入した。
NTTコミュニケーションズ（以下、「NTTコム」）はNTTの完全子会社ながら、NTTからの分割にあたっては、NTT法が適用されない純粋民間会社としてスタートした。
一方で、NTTから分割された東日本電信電話（現・NTT東日本）と西日本電信電話（現・NTT西日本）の東西電話会社は、特殊会社としてある程度の制限が課されるものの、地域会社として従来からの多くの個人・企業の顧客を引き継ぐかたちで設立された。他方で、NTTコムは自由な民間企業ながら経営基盤が弱く、新規に顧客を開拓する必要が強く求められ、また場合によっては地域会社である東西NTTとの競合も予想された。
このような状況から、NTTコム時代のロゴマークはNTTグループの『ダイナミックループ』を採用しなかった。コーポレートロゴは、世界の情報流通市場への挑戦者・新しいグローバルな会社をイメージし、「21世紀に向かって力強く弓を引く」「世界を繋ぐ架け橋」などの意味を持たせて、『シャイニング・アーク (Shining Arc) 』と名付けられた。NTTコム発足にあたっての一連のブランディングはランドーアソシエイツの手によるもの。なお、NTTレゾナントは2006年にNTTコムの子会社となってからも、『ダイナミックループ』を引き続き使用していた。
NTTコムは2018年のグローバル事業再編に伴い、NTT, Inc.（現・NTT DATA, Inc.）の100%子会社とされた。しかし2022年1月よりNTTドコモの完全子会社となり、NTTグループの長距離・モバイル通信事業は、事実上、ドコモグループで一元管理される形となった。
また今回のNTTドコモによる子会社化に伴い、ロゴマークを『ドコモビジネスロゴマーク』との並記に変更され、NTTコムが提供する格安スマホ「OCNモバイルONE」をNTTドコモショップで販売している。このNTTコムの個人向け事業は2022年7月1日付をもって、同じくNTTドコモが子会社化したNTTレゾナントに事業移管され、さらに2023年7月1日付をもって同社はNTTドコモに吸収合併された。
2025年7月1日、NTTコムはNTTドコモビジネスに社名変更したが、これより前の2022年7月1日に法人ブランドの「ドコモビジネス」を冠した子会社としてドコモビジネスソリューションズが設立されている（同社も2025年7月1日付でNTTドコモビジネスソリューションズに社名変更）。
ウェブサイトのドメインは発足当初、ntt-c.co.jpを利用していたが、旧社名の略称「NTTコム」が一般化された後、ntt.comに変更している（なお、nttcom.co.jpはNTTコムウェア〈現・NTTドコモソリューションズ〉のドメイン）。

## 組織

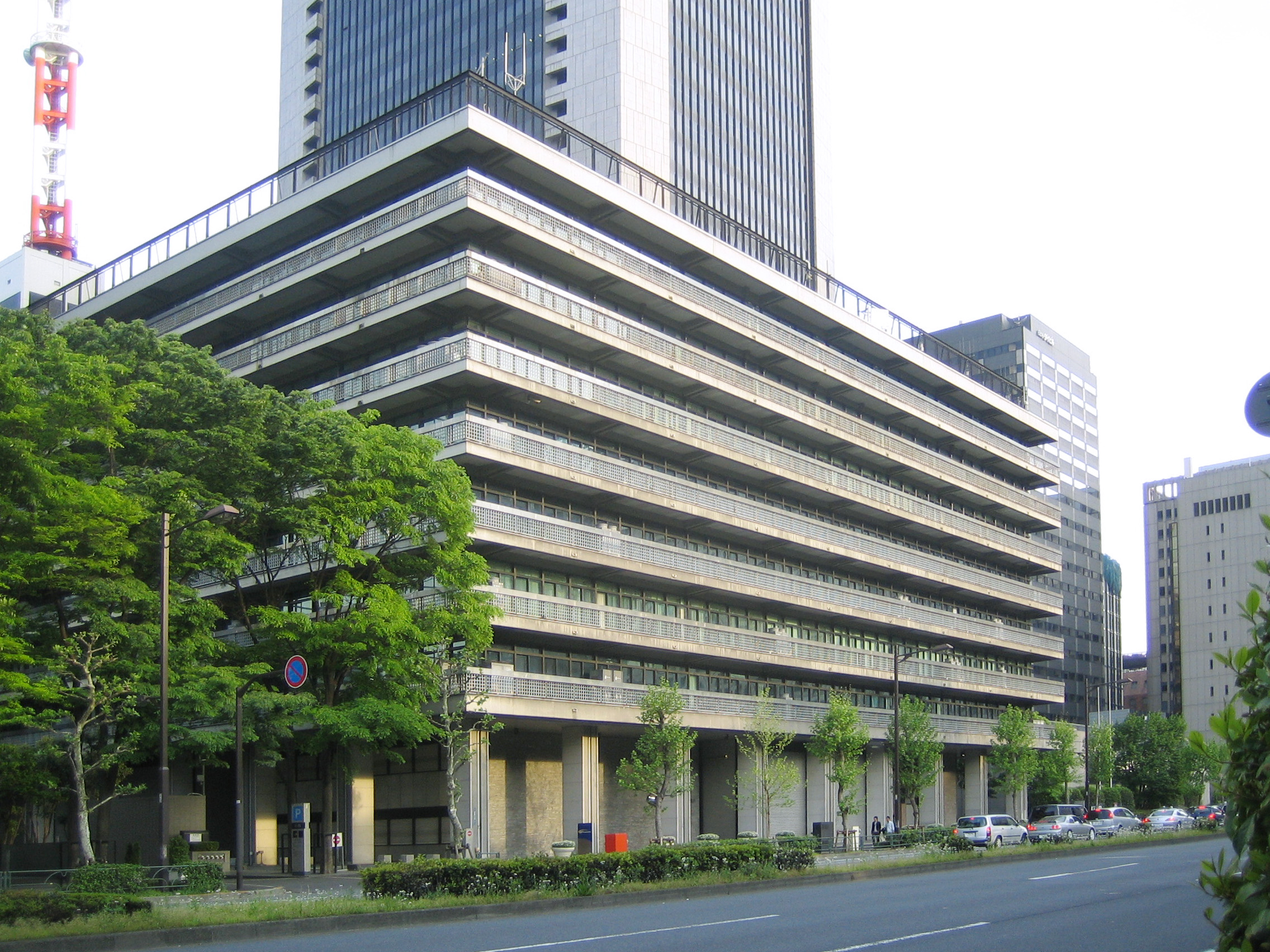
旧本社ビルのNTT日比谷ビル（解体済）

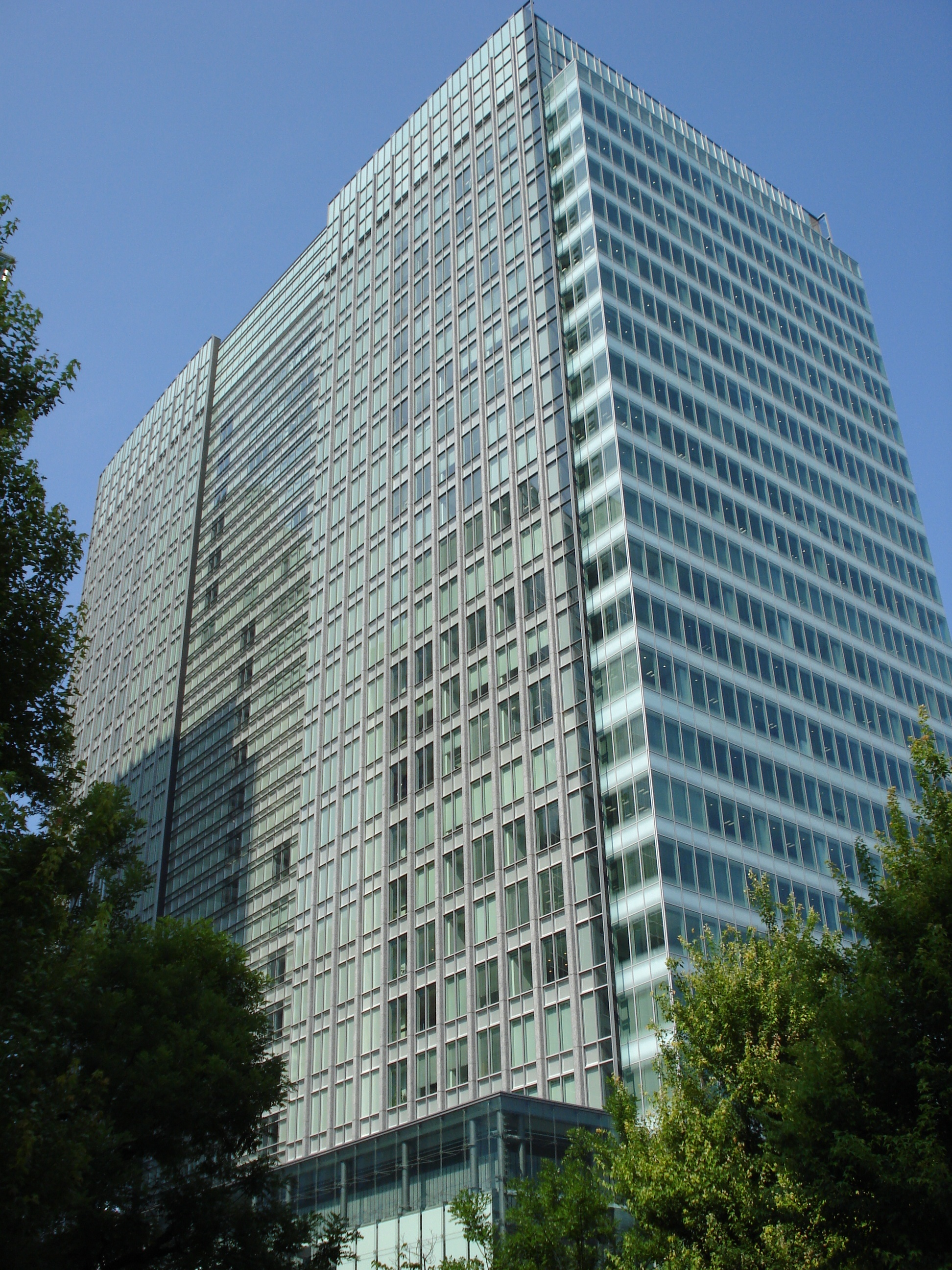
当社が2022年まで入居していた汐留ビルディング

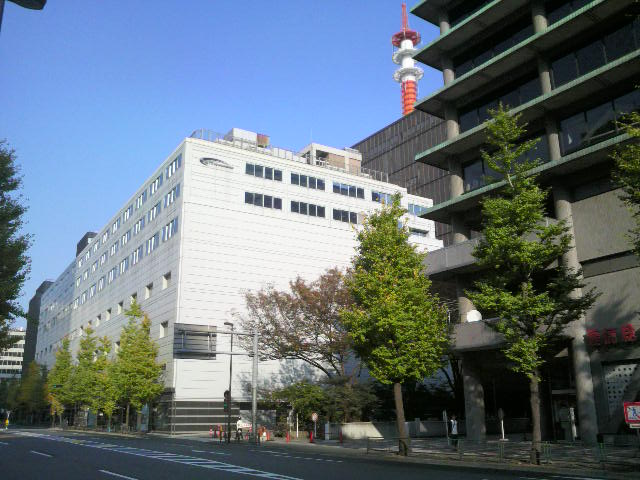
NTTコミュニケーションズ大手町ビル

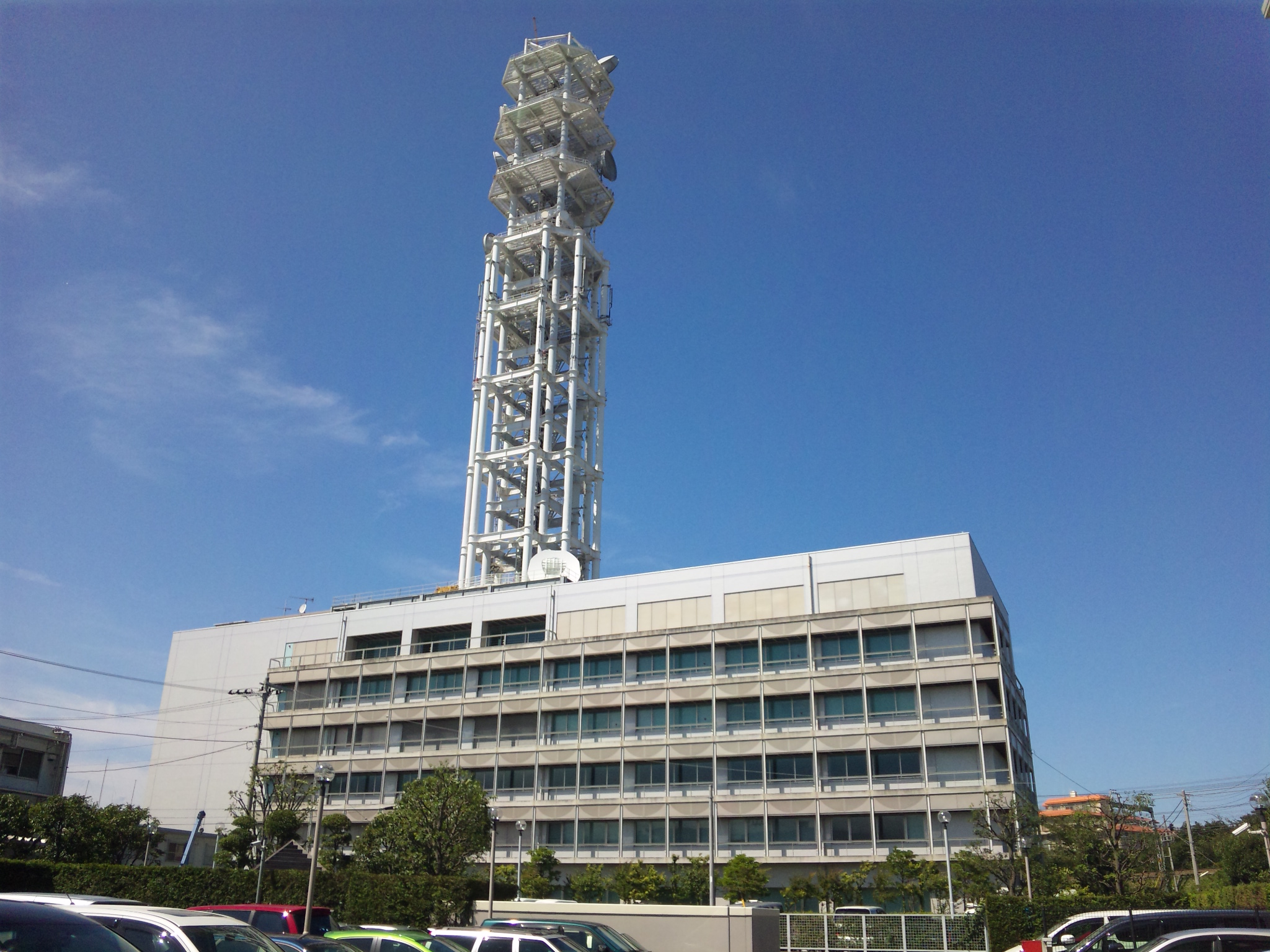
NTTコミュニケーションズ藤沢ビル

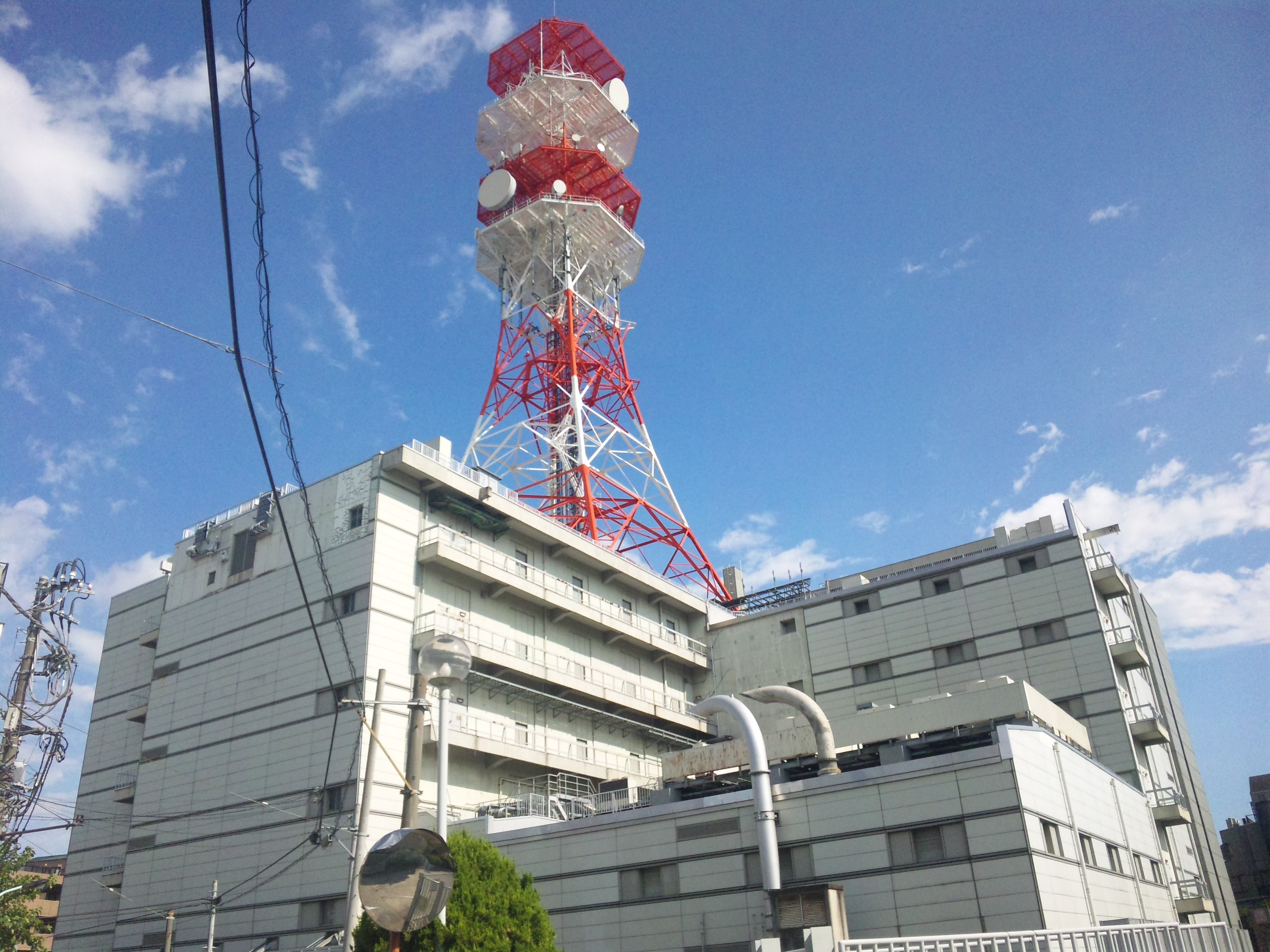
NTTコミュニケーションズ唐ヶ崎ビル

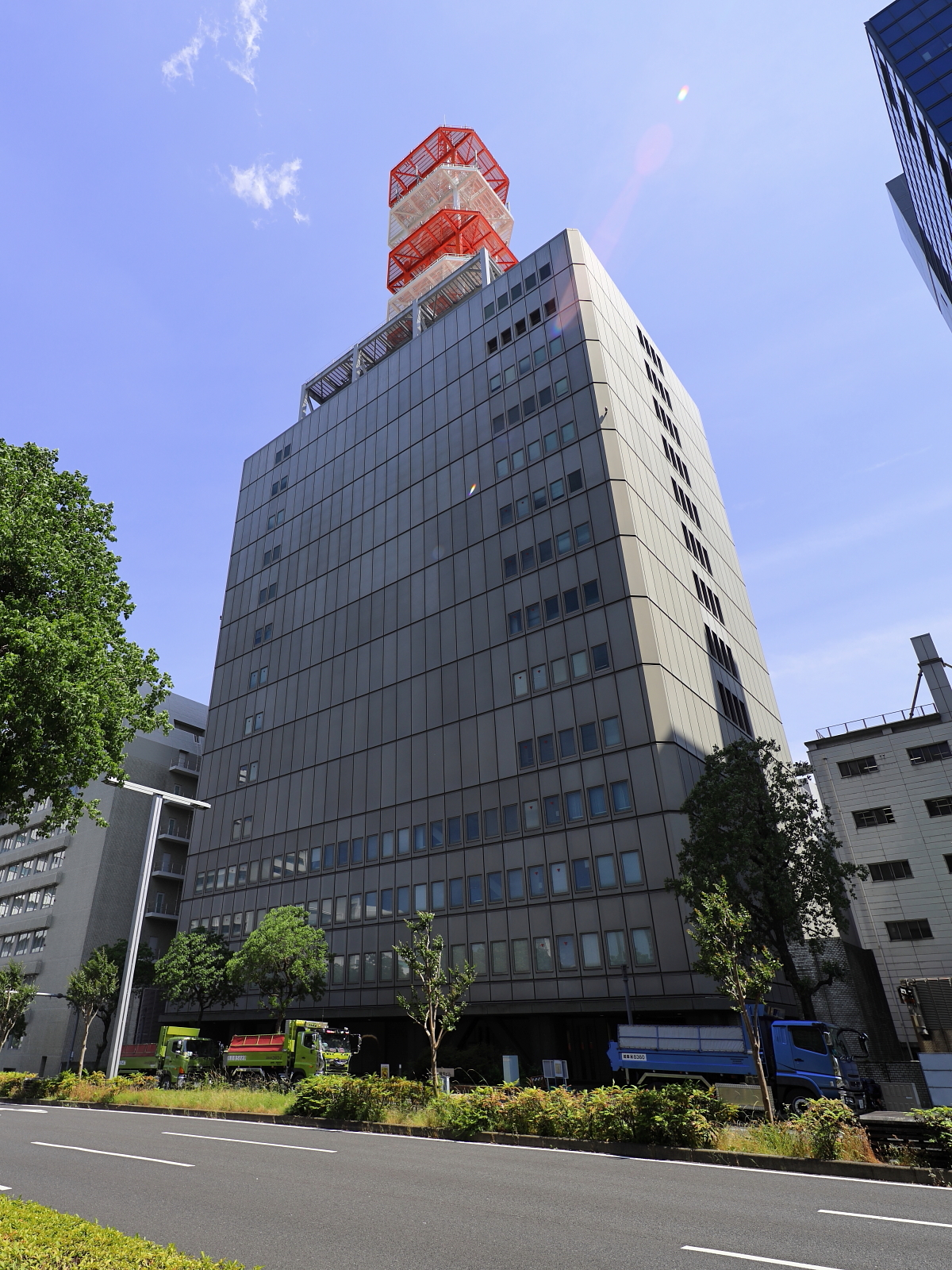
NTTコミュニケーションズ名古屋栄ビル

## 沿革
- 1999年（平成11年）
  - 5月28日 - 「NTTコミュニケーションズ株式会社」（登記上の商号: エヌ・ティ・ティ・コミュニケーションズ株式会社）として東京都千代田区内幸町のNTT日比谷ビルに設立。
  - 7月1日 - 営業開始。
  - 10月1日 - エヌ・ティ・ティ国際ネットワークを合併。同社の国際電話準備事業も継承した上で、0033国際電話事業を開始。
- 2000年（平成12年）10月1日 - エヌ・ティ・ティ・インターナショナルを合併。
- 2003年（平成15年）12月4日 - クロスウェイブコミュニケーションズ（2003年8月会社更生法申請）より（国際サービス関連事業を除く）全事業を約100億円で譲受。
- 2004年（平成16年）3月30日 - ブログサービス「ブログ人」のサービス開始（後に「OCNブログ人」と改称[11]）。
- 2006年（平成18年）8月1日 - ぷららネットワークス（後のNTTぷらら）の株式を取得。また、「goo」を運営するNTTレゾナントの株式を取得。
- 2012年（平成24年）7月 - 同月請求分（6月利用分）より、NTTファイナンスが料金収納業務を開始。これに伴い、NTTグループ（NTT東日本、NTT西日本およびNTTドコモ）料金との支払を一本化可能となった（おまとめ請求）。
- 2014年（平成26年）11月30日 - ブログサービス「OCNブログ人」のサービス終了[11]。「gooブログ」などへの移行ツールが用意された[11]。
- 2019年（平成31年/令和元年）
  - 1月4日 - 東京都千代田区大手町二丁目の大手町プレイスに本社移転[12]。
  - 7月1日 - Dimension Data、およびNTTコミュニケーションズの海外部門などを統合。NTT Ltd.発足。
    - NTT Ltd.は、Dimension Dataの顧客基盤のあるロンドンに本社を置き、CEOにはDimension DataのCEOが就任[13]。Dimension Dataがスポンサーを務めていたサイクリングチーム「チーム・ディメンションデータ」も2020年からはNTTプロ・サイクリングとして活動する。
- 2020年（令和2年）5月28日 - 不正アクセスに伴う、情報流出を公表[14]。
- 2021年（令和3年）7月1日 - 子会社であるNTTコム ソリューションズを吸収合併。
- 2022年（令和4年）
  - 1月1日 - グループ再編に伴い、NTTドコモの100%子会社となる。
  - 7月1日 - コンシューマ向け事業をNTTレゾナントに移管（2021年12月14日に発表した「新ドコモグループの組織の再編成を実施」参照）[15]。法人事業（IoT事業）をドコモ・システムズより承継[16]。法人ブランドの子会社としてドコモビジネスソリューションズ（現・NTTドコモビジネスソリューションズ）設立[9]。
- 2025年（令和7年）7月1日 - NTTドコモビジネス株式会社に社名変更[2]。

## 事業・サービス
- NTT東日本やNTT西日本では制限されている都道府県間通信事業および国際通信事業
  - 国際電話のクレジット決済サービスでは、VISA・マスターカードの加盟店開放が完全に適用されておらず、VJA/オムニカード協会・UCカード・DCカード・UFJカード・NICOS・クレディセゾン・セディナ（OMCカードで会員番号が16桁のもののみ）・ライフカード・NTTグループ（ハウスカード）以外では一部利用できないカードがあるので注意が必要である。
  - なお、従前は県間通信事業の制限により、NTT東西が県内通話、NTTコムが県間通話・国際通話の棲み分けとなっていた[17]が、2024年の固定電話のIP網移行に伴い、NTT東西が県間通話・国際通話の提供を開始したため、この棲み分けはなくなっている[18][19]。これに合わせて、NTTコムではマイライン[注釈 5]、国際電話の提供を終了している[20]。
- 特殊専用線事業
  - テレビジョン中継回線
    - 日本放送協会（NHK）は全国回線・北海道内回線で、民放各局は全国回線で光ファイバー回線運用
      - 北海道内の民放各局の道内回線（光ファイバー回線）は北海道電力系の通信会社である北海道総合通信網が運営している。かつては民放各局のマイクロ波による道内回線の運用もNTTが行っていた。

  - ラジオ中継回線
    - AM・FM放送のラインネット等で使われる、ラジオ用中継回線の整備・保守を行っている
- 特殊電話事業
  - フリーダイヤル
  - ナビダイヤル
  - テレドーム（終了）
  - テレゴング（終了）
  - メンバーズネット
  - ひかりライン（旧Arcstarダイレクト/終了）
- その他の事業
  - プラチナライン・0033モバイル：通話料のマイライン4区分割り引き、携帯への通話はマイライン登録が出来ないため0033付加が必要（DonDokoDonの山口智充がCMに出演）
  - 0035ビジネスモード
  - 050IP電話ドットフォン・ドットフォンオフィス・ドットフォンユビキタス・050あんしんナンバーfor OCN
  - Arcstar IP-VPN
  - e-VLAN（広域イーサネット）
  - Group-VPN
  - デジタルリーチ
  - マイアフィリエイト
- セキュリティ
  - OCNセキュリティサービス（ウイルス/迷惑メール対策）
  - フィッシング・スパイウェア対策ソリューション
  - WideAngle
- 音声
  - IP電話・直収電話・グローバルボイス
    - Arcstar Extension
    - Arcstar SIP Trunking/Arcstar IP Voice
    - OCNドットフォン オフィス
    - ドットフォン オフィス アクセスフリータイプ
    - ひかりライン

  - 仮想PBX・ユニファイドコミュニケーション・会議
    - Arcstar Conferencing Web Conferencing（Web会議）
    - Arcstar Conferencing Audio Conferencing（電話会議）
    - Arcstar Conferencing Video Conferencing（ビデオ会議）
    - Arcstar UCaaS
    - .Phone IP Centrex

  - モバイル・公私分計・FAX
    - 050 plus W-mode
    - 050 plus for Biz
    - 0035ビジネスモード
    - 0033モバイル
    - .Phoneユビキタス
    - BizFAX（インターネットFAXソリューション）

  - コールセンタ受付・転送・情報提供
    - フリーダイヤル
    - ナビダイヤル
    - Customer Connect
    - 050ビジネスダイヤル
    - .Phoneワンナンバー
    - Vポータルダイレクト
    - テレドーム

  - 内線通話・通話料割引・WEB明細
    - Arcstar Extension 【内線】
    - グループセキュリティサービス【内線】
    - 国際電話0033【割引】
    - コーポレートネット【内線】
    - 0033モバイル【割引】
    - .Phone IP Centrex 【内線】
    - ビジネス割引【割引】
    - ビリングステーション
    - メンバーズネット【内線】
- SaaS (アプリケーション)
  - ファイル共有・ストレージ・ファイル転送
  - 仮想デスクトップ
  - コンテンツ配信・映像配信
  - メール・グループウェア
  - 安否確認・危機管理
    - 緊急地震速報配信サービス
    - Biz安否確認/一斉通報

  - CRM・ERP
    - ERP運用
    - Salesforce over VPN

  - マーケティングソリューション
- IaaS/PaaS（サーバー）
  - プライベートクラウド
  - パブリッククラウド
  - 認証
  - レンタルサーバー
  - 課金・決済
  - クラウドマイグレーション
- データセンター
  - Nexcenter（ハウジング[コロケーション]）
- ネットワーク
  - VPN・専用線等
    - Arcstar Universal One（アークスターユニバーサルワン）
      1. ベストエフォートプラン
      2. バーストプラン
      3. ギャランティプラン
      4. プレミアムプラン

    - Arcstar Universal Oneイーサネット専用線
    - Arcstar Universal One Virtual
    - OCNビジネスパックVPN
    - ディザスタ・リカバリ（ネットワーク）

  - リモートアクセス
    - Arcstar Universal Oneモバイル
    - OCN モバイル ONE for Business
    - リモートオフィスソリューション

  - インターネット接続
    - 法人向けOCNサービス（光・ADSL/帯域確保型）
      - OCN光「フレッツ」/サービス
      - OCN ADSLアクセス/サービス
      - OCNモバイル ONE for Business

  - ISP向けローミング・トランジット
    - OCNバーチャルコネクトサービス
    - グローバルIPネットワーク
- 運用サポート
  - ヘルプデスク/マネージドサービス

## サービス提供エリア
世界196カ国/地域でサービスを提供している。
- 日本
- インド
- インドネシア共和国
- カンボジア王国
- グアム
- シンガポール共和国
- スリランカ民主社会主義共和国
- タイ王国
- 大韓民国
- 台湾
- 中華人民共和国
- ネパール連邦民主共和国
- パキスタン・イスラム共和国
- バングラデシュ人民共和国
- ブータン王国
- フィリピン共和国
- ブルネイ・ダルサラーム国
- ベトナム社会主義共和国
- 香港
- マーシャル諸島共和国
- マカオ
- マレーシア
- ミャンマー連邦共和国
- モルディブ共和国
- モンゴル国
- ラオス人民民主共和国
- アイスランド共和国
- アイルランド
- アゼルバイジャン共和国
- アルバニア共和国
- アルメニア共和国
- アンドラ公国
- イタリア共和国
- ウクライナ
- ウズベキスタン共和国
- 英国
- エストニア共和国
- オーストリア共和国
- オランダ王国
- カザフスタン共和国
- キプロス共和国
- ギリシャ共和国
- キルギス共和国
- グリーンランド
- クロアチア共和国
- サンマリノ共和国
- ジブラルタル
- ジョージア
- スイス連邦
- スウェーデン王国
- スペイン
- スロバキア共和国
- スロベニア共和国
- セルビア共和国
- チェコ共和国
- デンマーク王国
- ドイツ連邦共和国
- ノルウェー王国
- ハンガリー
- フィンランド
- フェロー諸島
- フランス共和国
- ブルガリア共和国
- ベラルーシ共和国
- ベルギー王国
- ポーランド共和国
- ボスニア・ヘルツェゴビナ
- ポルトガル共和国
- 北マケドニア
- マルタ共和国
- モナコ公国
- モルドバ共和国
- モンテネグロ
- ラトビア共和国
- リトアニア共和国
- リヒテンシュタイン公国
- ルーマニア
- ルクセンブルク大公国
- ロシア
- アルジェリア民主人民共和国
- アンゴラ共和国
- ウガンダ共和国
- エジプト・アラブ共和国
- エチオピア連邦民主共和国
- エリトリア国
- ガーナ共和国
- カーボヴェルデ共和国
- ガボン共和国
- カメルーン共和国
- ガンビア共和国
- ギニア共和国
- ケニア共和国
- コートジボワール共和国
- コモロ連合
- コンゴ共和国
- コンゴ民主共和国
- ザンビア共和国
- シエラレオネ共和国
- ジブチ共和国
- ジンバブエ共和国
- スーダン共和国
- 赤道ギニア共和国
- セーシェル共和国
- セネガル共和国
- タンザニア連合共和国
- チャド共和国
- 中央アフリカ共和国
- チュニジア共和国
- トーゴ共和国
- ナイジェリア連邦共和国
- ナミビア共和国
- ニジェール共和国
- ブルキナファソ
- ブルンジ共和国
- ベナン共和国
- ボツワナ共和国
- マダガスカル共和国
- マイヨット島
- マラウイ共和国
- マリ共和国
- 南アフリカ共和国
- モーリシャス共和国
- モーリタニア・イスラム共和国
- モザンビーク共和国
- モロッコ王国
- リビア
- リベリア共和国
- ルワンダ共和国
- レユニオン
- アメリカ合衆国
- カナダ
- オーストラリア連邦
- クック諸島
- サモア独立国
- アメリカ領サモア
- ソロモン諸島
- フランス領ポリネシア
- トンガ王国
- フィジー共和国
- 南極
- ニウエ
- ニューカレドニア
- ニュージーランド
- バヌアツ共和国
- パプアニューギニア独立国
- アルゼンチン共和国
- アルバ
- オランダ領アンティール
- ウルグアイ
- エクアドル共和国
- エルサルバドル共和国
- ガイアナ共和国
- フランス領ギアナ
- グアテマラ共和国
- グアドループ島
- グレナダ
- ケイマン諸島
- コスタリカ共和国
- コロンビア共和国
- ジャマイカ
- セントルシア
- チリ共和国
- ドミニカ共和国
- トリニダード・トバゴ共和国
- アメリカ領バージン諸島
- ハイチ共和国
- パナマ共和国
- バハマ国
- バミューダ諸島
- パラグアイ共和国
- バルバドス
- プエルトリコ
- ブラジル連邦共和国
- ベネズエラ・ボリバル共和国
- ベリーズ
- ペルー共和国
- ボリビア多民族国
- ホンジュラス共和国
- マルチニーク島
- メキシコ合衆国
- ニカラグア共和国
- アフガニスタン・イスラム共和国
- アラブ首長国連邦
- イエメン共和国
- イスラエル国
- イラン・イスラム共和国
- オマーン国
- カタール国
- クウェート国
- サウジアラビア王国
- シリア・アラブ共和国
- トルクメニスタン
- トルコ共和国
- バーレーン王国
- ヨルダン・ハシェミット王国
- レバノン共和国

## グループ会社
- NTTドコモビジネスエンジニアリング - 当社の100%子会社となっているシステムインテグレーター。

かつてのグループ企業
- NTTコム ソリューションズ - 2022年7月1日、当社に吸収合併され解散。
- エヌ・ティ・ティレゾナント - 2022年7月1日付で行われた再編によりグループより離脱し移管、NTTドコモ傘下となる。2023年7月1日付でNTTドコモに吸収合併。

## 資格認定
- インターネット検定「ドットコムマスター (.com Master）」を2001年5月より実施している。

## スポーツチーム
- 浦安D-Rocks（旧・NTTコミュニケーションズ シャイニングアークス東京ベイ浦安）- ジャパンラグビーリーグワンチーム

## スポンサー活動

### F1
- マクラーレン（2016年 - 2018年）

### スーパーフォーミュラ
- ROOKIE Racing（2021年 - ）

### テレビ番組
現在
- ズームイン!!SUPER→ZIP!（水曜7時台）（日本テレビ）

過去
- 金曜テレビの星!→スーパーフライデー（TBS）
- JNN報道特集→報道特集NEXT（TBS）
- COUNT DOWN TV（同上）
- Neighborly（同上）
- NNNきょうの出来事（日本テレビ）
- サプライズ（水曜日）→SUPER SURPRISE（水曜日）（同上）
- 新装開店!SHOW by ショーバイ!!→新装開店!SHOW by ショーバイ2（同上）→速報!歌の大辞テン（同上）※当初はNTT→ミンナのテレビ
- 金曜ロードショー（同上）
- 出没!アド街ック天国（テレビ東京）
- 激生!スポーツTODAY（同上）
- ちびまる子ちゃん（同上）
- サザエさん（フジテレビ）
- 新堂本兄弟（同上）
- カスペ!（同上）
- 情報エンタメLIVE ジャーナる!（同上）→Mr.サンデー（同上）
- FNNニュース（フジテレビ）
- 報道ステーション SUNDAY（テレビ朝日）

### テーマパーク
- 東京ディズニーランド ピーターパン空の旅（2011年4月1日より）
- 東京ディズニーシー ジャスミンのフライングカーペット（2011年7月18日オープン当初より[25]）

### 歴代社長就任
- 1999年5月28日 - 2005年6月23日：鈴木正誠
- 2005年6月24日 - 2010年6月17日：和才博美[26][27]
- 2010年6月18日 - 2015年6月18日：有馬彰[28][29]
- 2015年6月19日 - 2020年6月18日：庄司哲也[30][31]
- 2020年6月19日 - ：丸岡亨[32][33]